# Forcella Pecol
La forcella Pecòl è un valico della provincia di Belluno (Selva di Cadore) che mette in comunicazione la val Fiorentina e la val Posedera superando la dorsale del Fertazza (limite settentrionale del gruppo del Civetta); vi si trova un sito mesolitico del Castelnoviano. È presente una faglia che ha una sua rilevanza geologica.
Da nord è raggiungibile mediante il sentiero CAI 561, il quale inizia a Pescul transitando per il rifugio Sa Lander; lo stesso ridiscende a sud verso malga Fontanafredda e forcella Alleghe. Un'altra via d'accesso è il sentiero 568, proveniente da sudest e da sudovest. Nei dintorni si snodano alcune piste da sci ricadenti nel comprensorio Ski Civetta.